# Padam Padam (serie de televisión)
Padam Padam (en hangul, 빠담빠담... 그와 그녀의 심장박동소리; RR: Ppadam Ppadam... Geuwa Geunyeoui Simjangbakdongsori) es una serie televisiva surcoreana de fantasía romántica protagonizada por Jung Woo-sung, Han Ji-min, Kim Bum y Choi Tae Joon. Fue escrita por Noh Hee-kyung, y el título es una referencia  a una canción francesa de 1951 de Edith Piaf, una onomatopeya que expresa el sonido del latido del corazón. Fue uno de los dramas inaugurales en el lanzamiento del canal por cable JTBC, y sus 20 episodios se emitieron desde el 5 de diciembre de 2011 hasta el 7 de febrero de 2012, los lunes y martes a las 20:45.

## Argumento
El protagonista, Yang Kang-chil (Jung Woo-sung) es un expresidiario que ha transcurrido 16 años en prisión condenado por un asesinato que no ha cometido. En la cárcel ha aprendido diversos oficios, pero habiendo entrado muy joven en ella por lo demás carece de educación y demuestra cierta inocencia en las relaciones sociales. Cuando termina su condena sale al mismo tiempo su compañero y amigo Gook-soo (Kim Bum), que actúa también como su ángel guardián, ya que parece ser precisamente un ángel en formación. De hecho, Kang-chil sobrevive en la cárcel gracias a un milagro propiciado por Gook-soo.  
Tras la liberación, Kang-chil vuelve a la ciudad donde vive su madre, vendedora de pescado en el puerto. En la misma ciudad vive Jung Ji-na (Han Ji-min) una veterinaria que quiere abrir una clínica, y para acondicionar el local donde va a instalarla contrata a Kang-chil. Así ambos empiezan a frecuentarse y al poco tiempo se enamoran, pese a la oposición de Kim Young-cheol, socio y exnovio de Ji-na, que querría volver con ella. La relación entre los enamorados encuentra otros obstáculos de gran peso: en primer lugar, Ji-na es sobrina del hombre presuntamente asesinado por Kang-chil, e hija de un inspector de policía que participó en su detención y que, llevado por la sed de venganza, vuelve a perseguir a Kang-chil cuando sabe que ha quedado en libertad. Por otra parte, la madre de Ji-na había estado siempre convencida de la inocencia de Kang-chil y durante años lo había ido a visitar a la cárcel, e incluso se había puesto en contacto con un abogado, pero muere al volver de una visita a la cárcel y esto hace que en la familia se responsabilice a Kang-chil también de dicha muerte. Así, cuando Ji-na descubre la identidad de Kang-chil, rompe con él, que debe buscar desesperadamente la prueba de su inocencia para recuperarla al tiempo que debe defenderse de su padre. Mientras tanto, el verdadero asesino, Park Chan-gul, hace todo lo posible para que siga recayendo la culpa sobre Kang-chil. 

## Reparto y personajes
- Jung Woo-sung como Yang Kang-chil: un hombre que ha pasado dieciséis años en prisión acusado injustamente de un asesinato.[10][11][12][13]
- Han Ji-min como Jung Ji-na: veterinaria, quiere abrir una clínica, para lo que contrata a Kang-chil como albañil.[14][15]
  - Kim So-hyun como Ji-na de adolescente.
- Kim Bum como Lee Gook-soo: compañero de prisión de Kang-chil, al que protege en varias ocasiones cuando está a punto de morir. Dice que es su ángel guardián.[16][17][18][19][20][21]
- Choi Tae-joon como Im Jung: hijo de Kang-chil, según lo que afirmó su madre antes de morir, fruto de una relación esporádica cuando era muy joven.
- Kim Min-kyung como Min Hyo-sook: exnovia de Kang-chil, está divorciada y tiene una hija pequeña; está muy unida a la madre de Kang-chil.
- Lee Jae-woo como Kim Young-cheol: veterinario, socio y exnovio de Ji-na, que lo dejó después de haber sido traicionada por él en varias ocasiones.
- Na Moon-hee como Kim Mi-ja: madre de Kang-chil, trabaja vendiendo pescado en el puerto, y con el temor de que vuelva su marido, un hombre que la maltrataba.
- Jang Hang-sun como el detective Jung, padre de Ji-na. Está convencido de la culpabilidad de Kang-chil y lo persigue después de su salida de prisión.
- Kim Sung-ryung como la madre de Ji-na, que cree en la inocencia de Kang-chil y lo ha ido a visitar a la cárcel hasta que muere de un ataque de asma, agravado por una pelea con su marido causada precisamente por el caso de Kang-chil.
- Yoon Joo-sang como el guardián de la prisión Kim, al que apoya y ayuda.
- Kim Hyung-bum como Oh Yong-hak, toma parte en el asesinato del que está acusado Kang-chil; sabe dónde está la prueba que puede mostrar su inocencia y condenar al verdadero asesino.
- Kim Jun-seong como Park Chan-gul, fiscal e hijo de un importante magistrado; es el verdadero culpable.
- Kim Kyu-chul como el fiscal Joo, también fiscal que sospecha de Park Chan-gul e intenta esclarecer el caso.
- Park Jung-woo como Jin-goo.
- Park Sang-hyun como Yang Kang-woo (hermano de Kang-chil).
- Lee Ha-yool como Lee Yoo-jin.
- Choi Seung-kyung como un detective, compañero de Jung.
- Jeon Gook-hwan.

## Audiencia
En esta tabla, las cifras en azul representan los índices más bajos y las cifras en rojo los índices más altos.
| Episodio | Fecha de emisión original | Índice de audiencia |
| Episodio | Fecha de emisión original | AGB Nielsen Corea   |
| -------- | ------------------------- | ------------------- |
| 1        | 5 de diciembre de 2011    | 1,601 %             |
| 2        | 6 de diciembre de 2011    | 1,515 %             |
| 3        | 12 de diciembre de 2011   | 1,613 %             |
| 4        | 13 de diciembre de 2011   | 1,496 %             |
| 5        | 19 de diciembre de 2011   | 2,151 %             |
| 6        | 20 de diciembre de 2011   | 1,802 %             |
| 7        | 26 de diciembre de 2011   | 2,073 %             |
| 8        | 27 de diciembre de 2011   | 2,186 %             |
| 9        | 2 de enero de 2012        | 1,782 %             |
| 10       | 3 de enero de 2012        | 1,480 %             |
| 11       | 9 de enero de 2012        | 1,480 %             |
| 12       | 10 de enero de 2012       | 1,420 %             |
| 13       | 16 de enero de 2012       | 1,825 %             |
| 14       | 17 de enero de 2012       | 1,544 %             |
| 15       | 23 de enero de 2012       | 1,295 %             |
| 16       | 24 de enero de 2012       | 1,452 %             |
| 17       | 30 de enero de 2012       | 1,402 %             |
| 18       | 31 de enero de 2012       | 1,898%              |
| 19       | 6 de febrero de 2012      | 1,601 %             |
| 20       | 7 de febrero de 2012      | 1,878 %             |
| Media    | Media                     | 1,675 %             |

## Emisión internacional
- Japón: los derechos de emisión se vendieron por 2,2 millones de dólares estadounidenses. La emitió TV Asahi desde el 3 de febrero de 2013.[2]
- Filipinas: emitida por GMA Network del 24 de junio al 10 de octubre de 2013, y  reemitida en 2019 por GMA News TV.[23]
- Tailandia: emitida en 2012 por True Asian Series.[24]